# Вірджил Абло
Вірджил Абло (англ. Virgil Abloh; 30 вересня 1980 — 28 листопада 2021) — американський модельєр і дизайнер одягу, який обіймав посаду художнього керівника чоловічого одягу бренду Louis Vuitton з березня 2018 року. Також був виконавчим директором міланського лейблу Off-White, модного будинку, заснованого Абло 2013 року.

## Ранні роки
Вергілій Абло народився 30 вересня 1980 року в Рокфорді в сім'ї емігрантів з Гани. Його мати була швачкою. Абло виріс в Рокфорді, де відвідував приватну католицьку школу, яку закінчив у 1998 році. У старшій школі він познайомився зі своєю майбутньою дружиною Шеннон. Він випустився з Вісконсинського університету в Мадісоні у 2002 році з дипломом бакалавра цивільного будівництва. У 2006 році Абло закінчив Іллінойський технологічний інститут з дипломом магістра архітектури.

## Кар'єра

### Початок кар'єри
Після закінчення університету, в 2009 році Абло стажувався у будинку моди Fendi, потрапивши в одну команду з репером Каньє Вестом. Перебуваючи в офісі Fendi в Римі (Італія) Абло і Каньє почали співпрацювати у творчих проектах. Через рік Вест призначив Абло креативним директором свого рекламного агентства DONDA. У 2011 році Вест призначив Абло на посаду артдиректора для підготовлюваного до випуску спільного альбому Jay-Z і Каньє Веста «Watch the Throne». У 2012 році Абло зареєстрував свою першу компанію Pyrex Vision — невеликий бутік стрітстайл-одягу. Абло купував одяг зі старих колекцій бренду Polo Ralph Lauren за сорок доларів, наносив на неї власні малюнки і продавав за ціни, що доходили до п'ятиста доларів. Абло закрив свою компанію через рік, оскільки його метою не було створення комерційно успішного підприємства, а «проведення мистецького експерименту».

### Off-White
Абло заснував свій перший модний будинок у 2013 році. Ним став бренд вуличного одягу високого класу Off-White. Інвесторам і критикам Абло описав свою нову компанію як «сіру область між білим і чорним» або як «відтінки білого» (англ. Shades of white) — Off-White. Головний офіс розташований в Мілані, Італія. Бренд запустив лінію модного жіночого одягу в 2014 році і представив її на тижні моди в Парижі. Його колекції стали фіналістами премії компанії LVMH, але програли на конкурсах Marques'Almeida і Jacquemus. Абло відкрив перший концептуальний магазин свого бренду в Токіо (Японія), де вперше були представлені вироби для інтер'єру. У 2017 році Абло отримав пропозиції про створення колекції взуття спільно з Nike, яка отримала назву «The Ten», де він переглянув дизайни деяких найбільш відомих кросівок компанії. Вірджил також працював спільно з меблевим концерном IKEA при створенні меблів і предметів інтер'єру. Як повідомляється в прес-релізі, ці вироби націлені головним чином на «мілленіалів», які будуть обставляти свій перший будинок. Колекція буде називатися «Markerad», реліз призначений на 2019 рік.
У малюнках на одязі Вірджил часто використовує дужки «[ ]», щоб іронічно передати відчуження від суспільства і соціальних норм.
У 2017 році, на тлі певного підйому неонаціоналізму, Абло працював разом з неоконцептульною художницею Дженні Гольцер при створенні лінії, що підкреслює позитивні сторони імміграції, культурної інтеграції та глобалізації. У грудні 2017 року Вірджил Абло знову працював з Дженні Гольцер над дизайном футболок для благодійної організації Planned Parenthood у відповідь на марш жінок у Вашингтоні.

### Louis Vuitton
25 березня 2018 року Абло був призначений художнім директором чоловічої лінії одягу бренду Louis Vuitton, ставши першим темношкірим на цій посаді, також одним з небагатьох темношкірих, включених у список головних кутюр'є Франції. Вірджил Абло продемонстрував свою першу колекцію для бренду Louis Vuitton в 2018 році на чоловічому тижні моди в Парижі в палаці Пале-Рояль. У показі взяли участь Playboi Carti, Стів Лейсі, Дів Гайнс і Кід Каді, які представляли «кольорові раси».

## Особисте життя
Абло володів будинком у чиказькому «Лінкольн-парку», де жив з дружиною і двома дітьми, Лоу і Грієм. Вірджил Абло був представником народу еве з ганського регіону Вольта.

## Смерть
У 2019 році в Абло була діагностована ангіосаркома серця, але він вирішив не розголошувати свою хворобу. Помер у Чикаго 28 листопада 2021 року у віці 41 року.

## Нагороди та номінації
Абло отримав свою першу серйозну нагороду в 2011 році за дизайн альбому «Watch the Throne», обкладинка якого була номінована на премію «Греммі» за найкраще оформлення музичного запису. Абло також отримав нагороду Urban Luxe в 2017 році від Британського модного консиліуму. Вірджил Абло був включений в «Time 100», список ста найвпливовіших людей у світі у 2018 році.